# Modelo didático

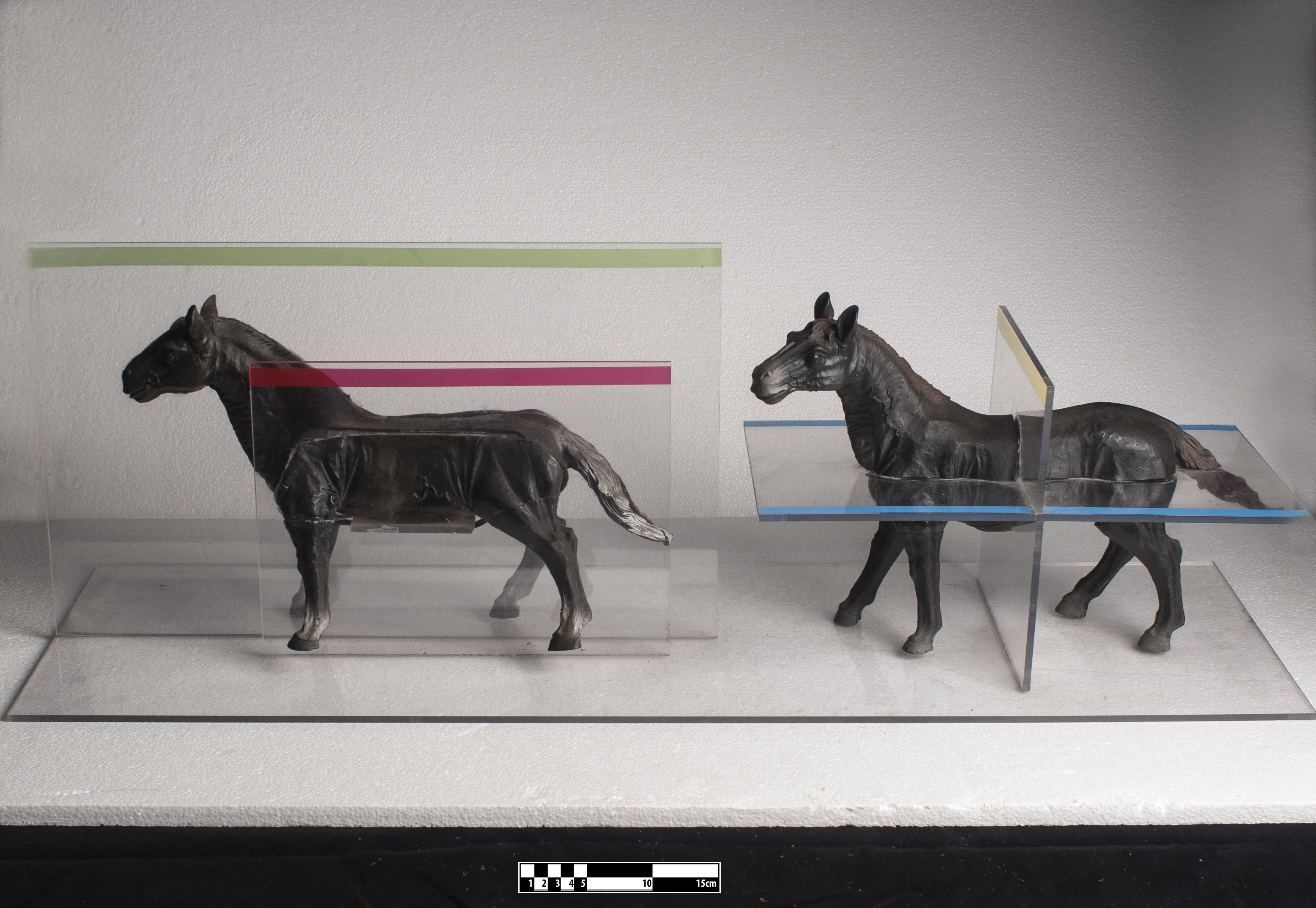
Peça que mostra os planos anatômicos do cavalo. Em exposição no MAV/USP.

Modelo didático é a característica de um brinquedo educacional, e possui a principal finalidade de representar conceitos científicos. Constata-se que a utilização de modelos didáticos para a melhor assimilação do conteúdo por parte do aluno em sala de aula desperta a curiosidade e maior qualidade no ensino, este método ajuda na compreensão das informações e aproxima os alunos da realidade do tema abordado.. Dentre os exemplos de modelos didáticos podemos citar: O globo terrestre que é uma representação em escala reduzida do planeta Terra. Os planos anatómicos podem ser representados por modelos didáticos, como é visto na imagem ao lado, no caso de um cavalo. Estes planos são planos hipotéticos usados para dividir o corpo usando como referência outras estruturas ou locais do corpo de forma a definir a localização de regiões ou a direção dos movimentos.. 

## Galeria

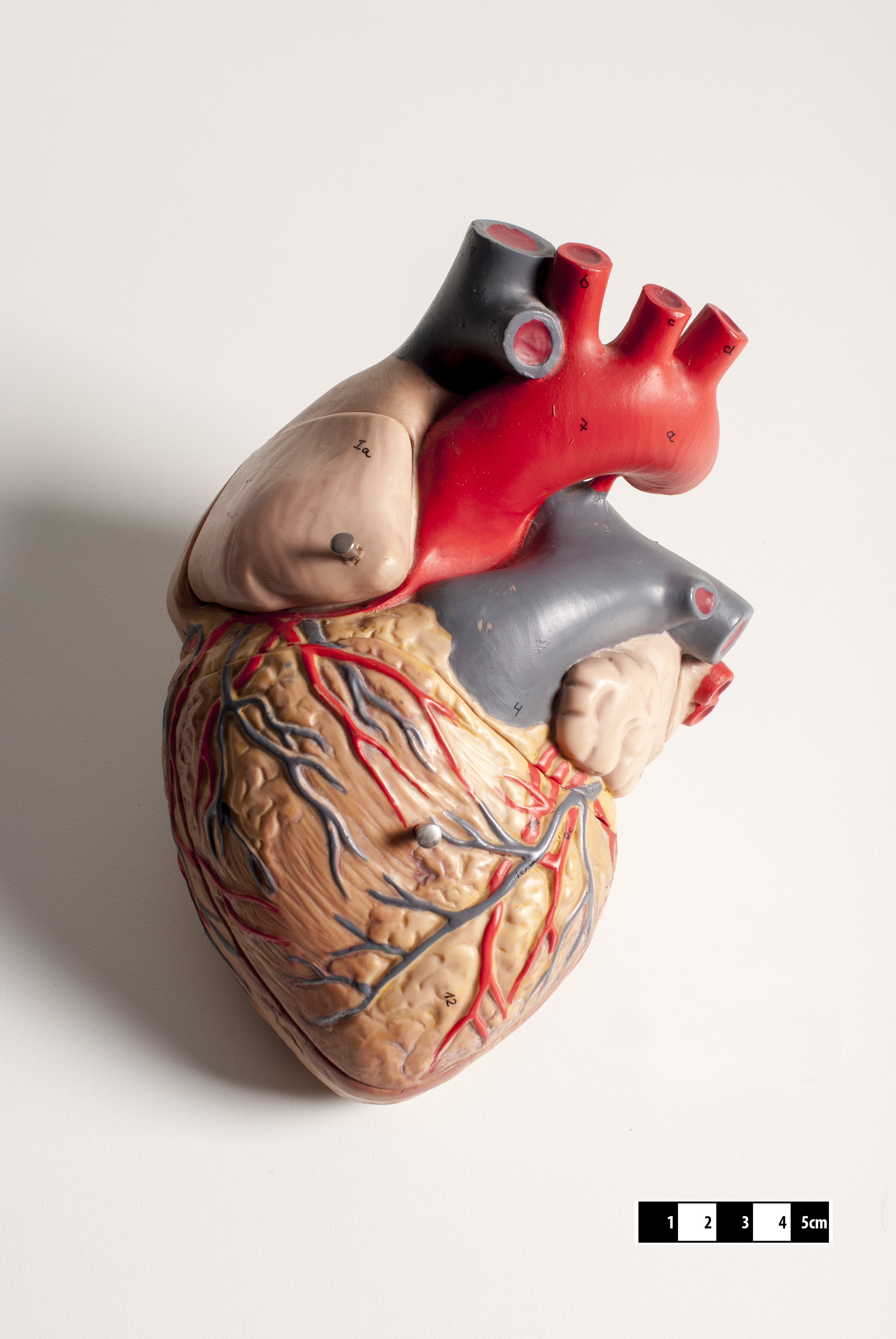
Peça de um coração de mamífero.
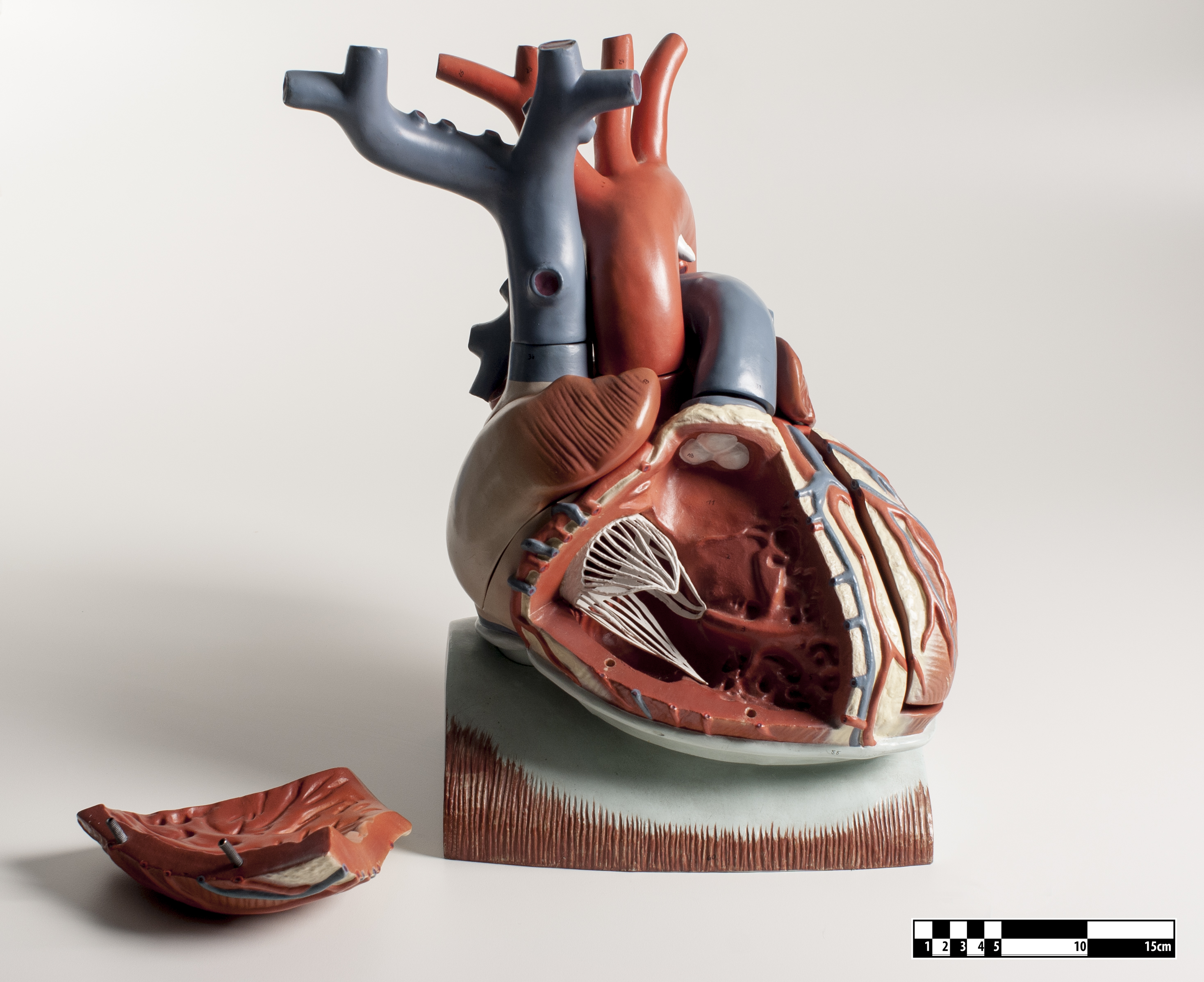
Peça que mostra diferentes partes do coração de um mamífero.
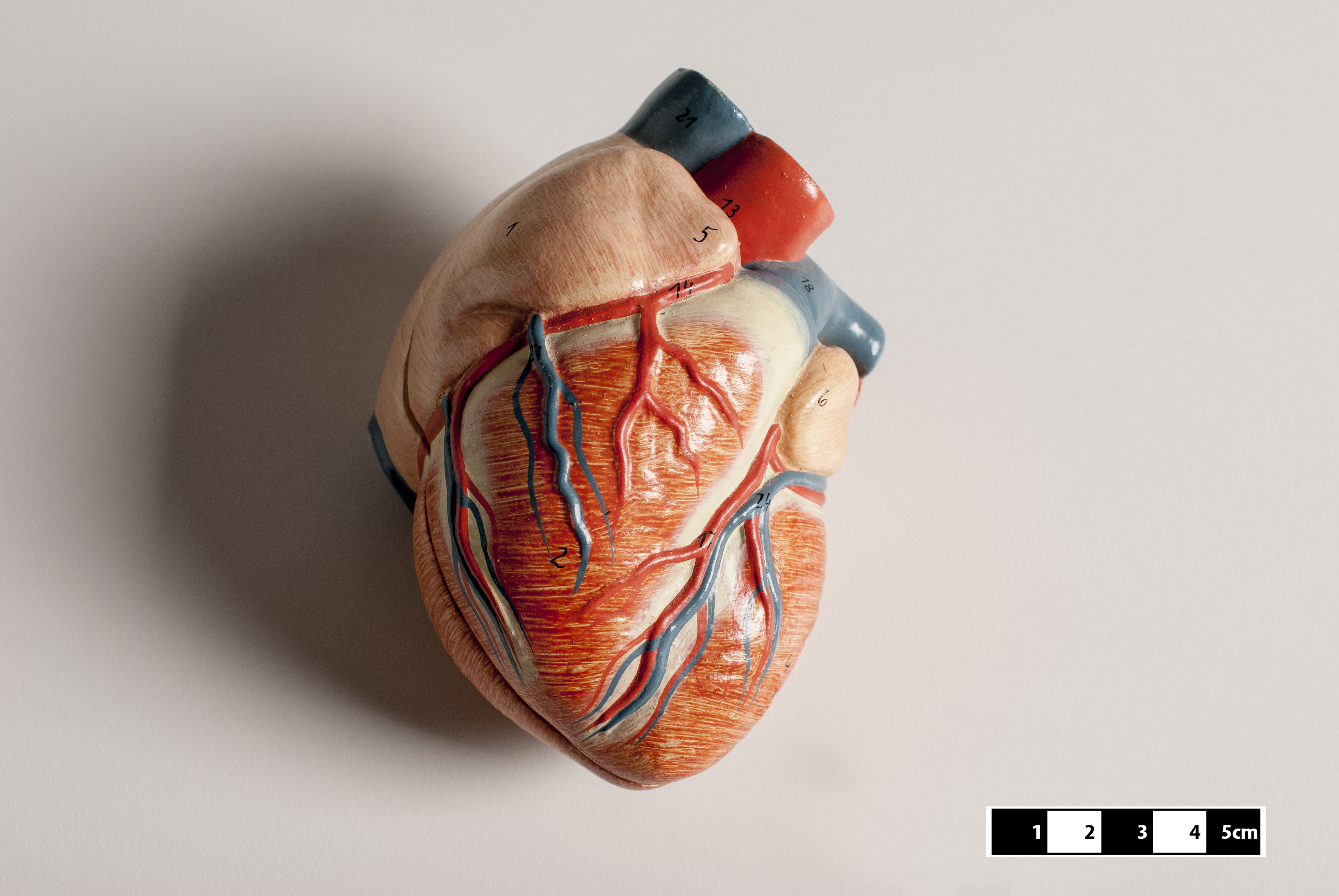
Peça que destaca algumas artérias do coração de um mamífero.
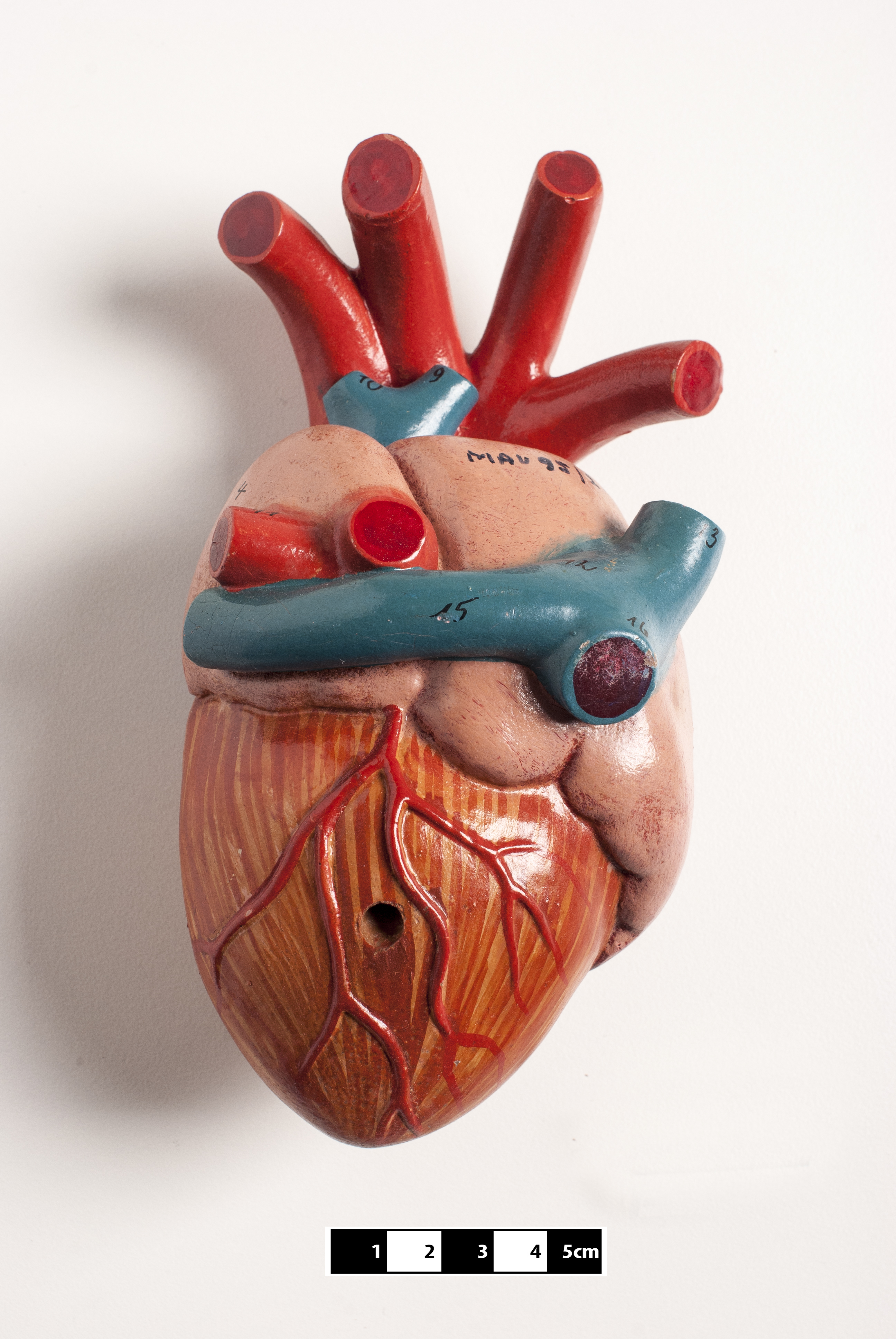
Peça de coração de um mamífero.